# Hermine Reuss af Greiz
Hermine Reuss af Greiz (tysk: Hermine Prinzessin Reuß (Altere Linie)) (født 17. december 1887 i Greiz i Thüringen, død 7. august 1947 i interneringslejren Paulinenhof nær Frankfurt (Oder) i den sovjetisk besatte zone) var en tysk prinsesse, der var gift med den tidligere kejser Wilhelm 2. af Tyskland.

## Ægteskab med prins Johann George af Schönaich-Carolath
Hermine Reuss's første ægteskab var med prins Johann George af Schönaich-Carolath (1873–1920). Johann George var en standsherre (tysk:Freie Standesherr) i det dengang tyske Nedre Schlesien, der i dag tilhører Polen. 
Johann George og Hermine fik fem børn. Deres yngste datter prinsesse Henriette af Schönaich-Carolath (1918–1972) blev gift med prins Karl Franz af Preussen (1916–1975), der var det eneste barn af Joachim af Preussen (1890–1920) og sønnesøn af kejser Wilhelm 2. af Tyskland.

## Ægteskab med  kejser Wilhelm 2.
I 1922 blev Hermine Reuss gift med den tidligere kejser Wilhelm 2. af Tyskland. Wilhelm 2. havde abdiceret fire år tidligere, og derfor blev Hermine Reuss ikke kejserinde. 
Hermine Reuss og Wilhelm 2. fik ingen fælles børn, men én af Hermines døtre blev senere gift med én af Wilhelms sønnesønner. 
Efter sin  abdikation i 1918 var Wilhelm 2. gået i eksil i Doorn nær Utrecht i Holland, og her levede parret indtil Wilhelms død i 1941. 

## Sidste år
Efter Wilhelms død i 1941 flyttede Hermine Reuss tilbage til sin første mands gods i Nedre Schlesien. Da den Røde Hær nærmede sig i foråret 1945, flygtede hun til Roßla i det nuværende Sachsen-Anhalt, hvor hun tog ophold hos en søster.
Kort tid efter anholdte den sovjetiske besættelsesmagt hende, og hun blev ført til interneringslejren Paulinenhof nær Frankfurt (Oder). Her døde hun to år senere.
Hermine Reuss blev begravet på Hohenzollern-slægtens begravelsesplads (Antikentempel) nær Neues Palais i Sanssouci ved Potsdam. Hun selv havde udtrykt ønske at blive begravet ved siden af Wilhelm 2. i Doorn i Holland, men dette ønske blev tilsidesat.